# Alexis Kossyguine
Alexis (ou Alexeï) Nikolaïevitch Kossyguine (en russe : Алексе́й Никола́евич Косы́гин, Alexeï Nikolaïevitch Kossyguine), né le 21 février 1904 à Saint-Pétersbourg et mort le 18 décembre 1980 à Moscou, est un homme d'État soviétique. Il exerça les fonctions de président du conseil des ministres de l'Union soviétique de 1964 à 1980.

## Biographie
À l'âge de 15 ans, en 1919, Kossyguine rejoint l'Armée rouge et combat dans la guerre civile russe. Il étudie ensuite au collège coopératif de Leningrad, travaille en Sibérie et entre au Parti communiste en 1927. Au cours des années 1930 il suit des cours à l'Institut textile de Leningrad, puis travaille comme ingénieur et franchit les différents échelons jusqu'à devenir directeur général de l'usine textile Oktyabrskaya de Leningrad.
Au milieu des années 1930, les Grandes Purges de Staline laissent de nombreuses places vides dans l'administration du Parti. Cette situation permet à Kossyguine de commencer à y travailler à plein temps en 1938, d'abord à la tête du département de l'industrie et des transports du Parti à Leningrad, puis comme président du comité exécutif du Parti communiste (горисполком) de Leningrad. En 1939, il entre au cabinet soviétique comme commissaire du peuple pour l'industrie textile. La même année, il est élu au comité central du parti communiste.
De 1940 à 1946, il exerce les fonctions de vice-président du conseil des commissaires du peuple de l'URSS responsable des industries de consommation, et les fonctions de président du conseil des commissaires du peuple de la république socialiste fédérative soviétique de Russie (RSFSR) de 1943 à 1946.
Pendant le siège de Leningrad, alors que la famine se généralise (janvier 1942), Kossyguine est envoyé dans la ville muni des pleins pouvoirs. Remarquable organisateur, il réussit à mettre les premiers convois sur la glace du lac Ladoga reliant Leningrad à l'Union Soviétique  une semaine après son arrivée. Au 15 avril 1942, 554 186 personnes seront sorties de l'enfer par cette « voie de la vie ».
Après la Grande Guerre patriotique, Kossyguine devient membre stagiaire du Politburo du Parti communiste de l'Union soviétique, puis un membre à part entière en 1948. Il exerce brièvement les fonctions de ministre des Finances de l'URSS en 1948, puis de ministre de l'Industrie légère jusqu'en 1953.
La mort de Staline en mars 1953 porte un coup à sa carrière dans un premier temps, mais elle ne tarde pas à être relancée en tant qu'allié dévoué de Nikita Khrouchtchev. En 1959, il devient président du comité d'État de l'URSS pour le Plan puis en 1960 membre à part entière du Præsidium du Comité central (comme on appelait alors le Politburo).
Khrouchtchev écarté du pouvoir en octobre 1964, Kossyguine devient président du conseil des ministres de l'URSS. Le pays est alors dirigé par une troïka avec Léonid Brejnev comme secrétaire général et Anastase Mikoyan (remplacé par Nikolaï Podgorny) comme président du Præsidium du Soviet suprême.
Kossyguine s'efforça de mener des réformes économiques en suivant le projet d'Evseï Liberman : d'une part, il désirait que l'économie soviétique privilégie moins l'industrie lourde et la production militaire et mette plutôt l'accent sur l'industrie légère et la production de biens de consommation ; d'autre part, il souhaitait que les entreprises soviétiques disposent d'une réelle autonomie de gestion. Brejnev ne soutint pas cette politique et contrecarra les réformes de Kossyguine.
À la fin des années 1970, Brejnev est devenu le maître incontesté de l'Union soviétique. Même si Kossyguine conserve son poste de président du conseil des ministres et reste membre du Politburo jusqu'en 1980, sa position devient de plus en plus fragile.
Après être tombé malade, Kossyguine est écarté de ses fonctions le 23 octobre 1980 et meurt quelques semaines plus tard. Il est inhumé dans la nécropole du mur du Kremlin.
Le nom d'Alexis Nikolaïevitch Kossyguine a été donné à l'Institut textile d'État de Moscou (appelée après 1991 « Académie textile d'État de Moscou », et après 1999 « Académie textile d'État de Moscou A.N. Kossyguine »).

## Liens externes

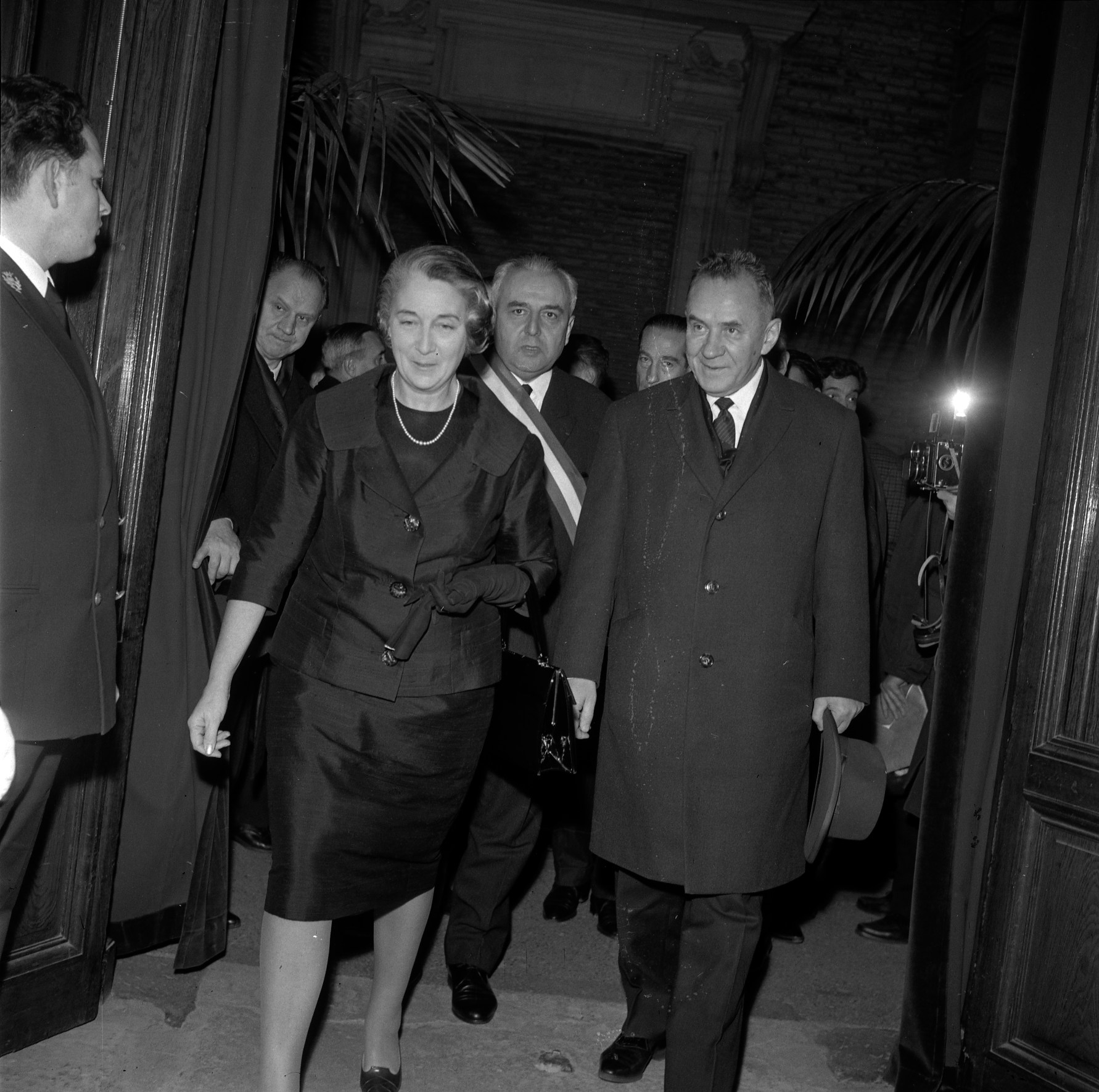
Alexis Kossyguine avec son épouse, en visite à Toulouse (novembre 1966).

## Distinctions
- Ordre du Drapeau rouge
- Ordre de Lénine

## Sources
- (en) Cet article est partiellement ou en totalité issu de l’article de Wikipédia en anglais intitulé « Alexei Kosygin » (voir la liste des auteurs).